# Bagard
Bagard – miejscowość i gmina we Francji, w regionie Oksytania, w departamencie Gard.
Według danych na rok 1990 gminę zamieszkiwało 1771 osób, a gęstość zaludnienia wynosiła 122 osoby/km² (wśród 1545 gmin Langwedocji-Roussillon Bagard plasuje się na 213. miejscu pod względem liczby ludności, natomiast pod względem powierzchni na miejscu 548.).